# 前橋センタービル
前橋センタービルとは、群馬県前橋市本町にある高層ビルである。1993年に群馬土地が、本社建て替えによりを新築した。

## 施設
入居しているテナントは次の通り。
| 階数              | テナント                             |
| ----------------- | ------------------------------------ |
| 1階               | ニチイ学館 前橋支店                  |
| 2階・3階 4階・7階 | 東京海上日動火災                     |
| 6階               | 武田薬品工業                         |
| 8階               | ミロク情報サービス                   |
| 9階               | 群馬経済研究所                       |
| 11階・12階        | ジブラルタ生命保険                   |
| 13階              | 東京海上日動パートナーズEAST前橋支社 |
| 14階              | 群馬土地                             |
| 15階              | ぐんぎん本町クラブ                   |

## アクセス
- JR前橋駅から徒歩8分